# Porte Guillaume (Dijon)
Pour les articles homonymes, voir Porte Guillaume.
La porte Guillaume est un monument de Dijon datant du XVIIIe siècle, érigé à l'emplacement d'une ancienne porte du Moyen Âge.

## Histoire
À la place d'une ancienne porte du mur d'enceinte du XIIe siècle, l'architecte Jean-Philippe Maret fait construire de 1786 à 1788 ce monument en hommage au prince de Condé, gouverneur de la Bourgogne. L'édifice reçoit alors le nom de Porte Condé. Le monument était raccordé par des murs aux remparts qui existaient encore et sa porte était fermée par une grille dont on voit toujours les traces de scellement. À la Révolution, en 1791, la porte prend le nom d'arc de la Liberté ; au XIXe siècle, elle devient Porte Guillaume, en référence à Guillaume de Volpiano, abbé de l'abbaye Saint-Bénigne.
Sous la Première Restauration, en septembre 1814, le comte d'Artois, frère du roi Louis XVIII, est reçu à Dijon. À cette occasion, la ville a fait ajouter sur la porte, rebaptisée Condé, un groupe en plâtre dû à l'architecte Jacques Caumont, représentant un génie ailé tenant un lys, debout sur un char, traîné par des chevaux. Ce décor subsiste plusieurs années avant de s'effriter sous les intempéries.

## Description
La porte est percée d'une grande arcade cintrée de part et d'autre de laquelle les piédroits s'ornent de bossages continus en tables. Ces piédroits sont surmontés d'un entablement de style dorique, agrémenté de triglyphes et de métopes. Au-dessus, au niveau de l'arcade, quatre bas-reliefs, œuvres du sculpteur Claude-François Attiret, décorent les deux faces. Du côté de la place Darcy, sur la droite, un génie présente à la Bourgogne les armes du prince de Condé ; sur la gauche, un génie montre un document à Minerve, déesse de la sagesse. Sur l'autre face sont figurées, à droite la muse de l'Histoire écrivant les hauts faits militaires du prince de Condé, et à gauche une allégorie de la Ville de Dijon montrant les armes (bûchées à la Révolution) du prince de Condé.
Sur les piédroits du côté de la rue de la Liberté se trouvaient initialement deux tableaux de marbre gravés d’inscriptions, maintenant disparus, couronnés de médaillons et de guirlandes de feuilles de chêne.
À l'emplacement du tableau de droite a été curieusement apposée en 2009 une plaque métallique sans rapport avec le monument, qui rappelle la mémoire de Thomas Jefferson et l'amitié franco-américaine.

## Protection
La porte Guillaume est classée au titre des monuments historiques depuis le 27 juillet 1938.

## Galerie

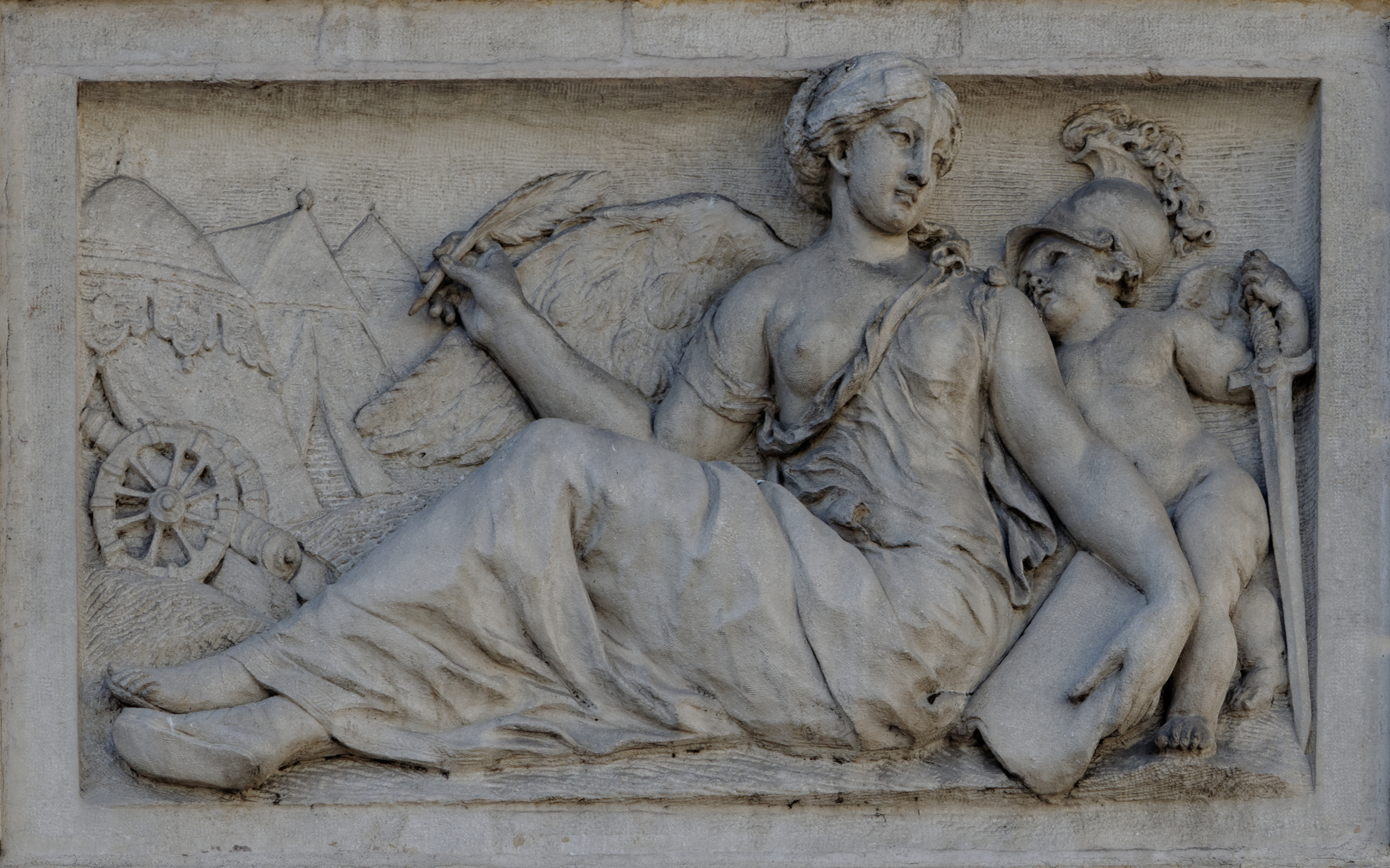
Muse de l'Histoire.
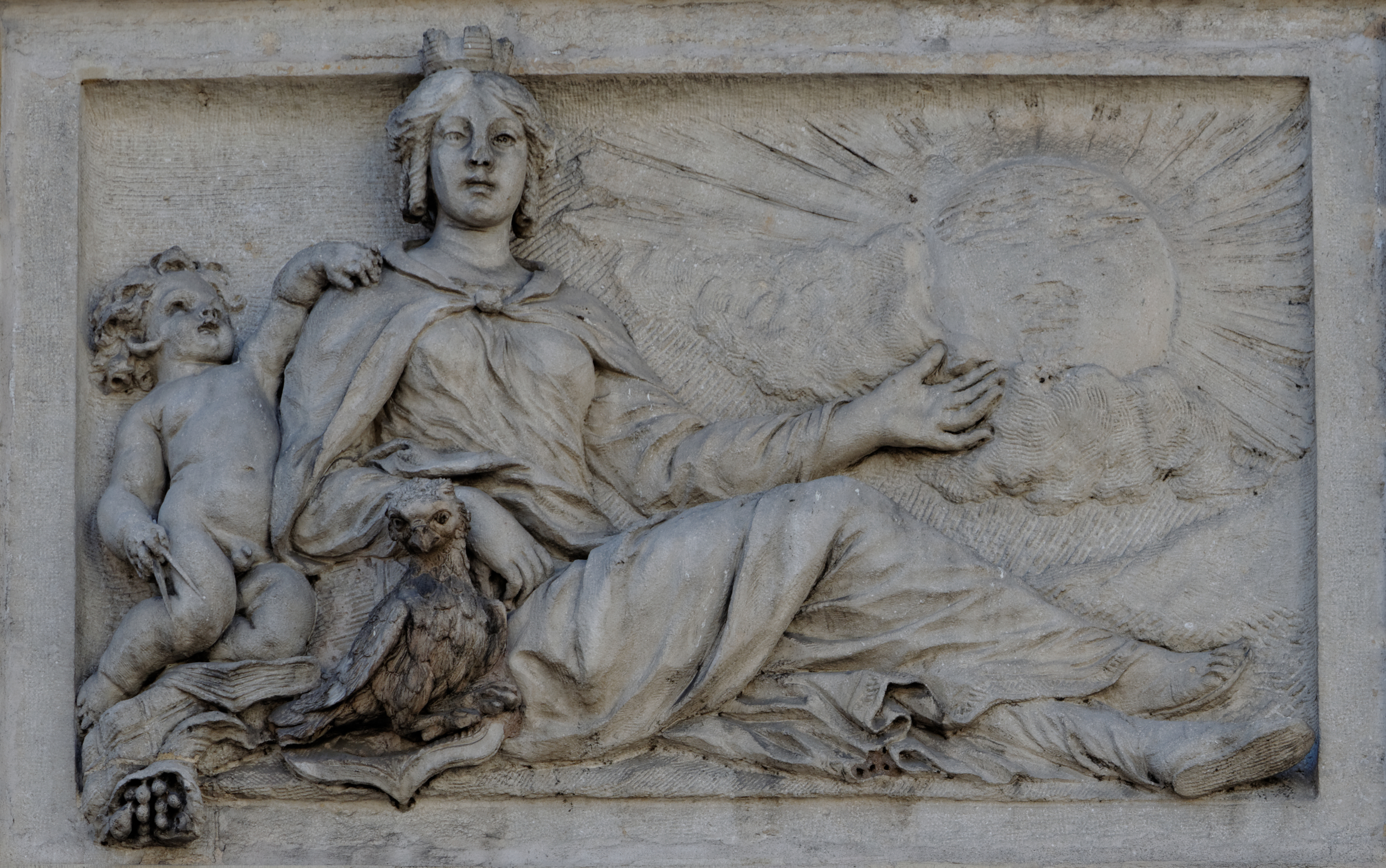
La Ville de Dijon.
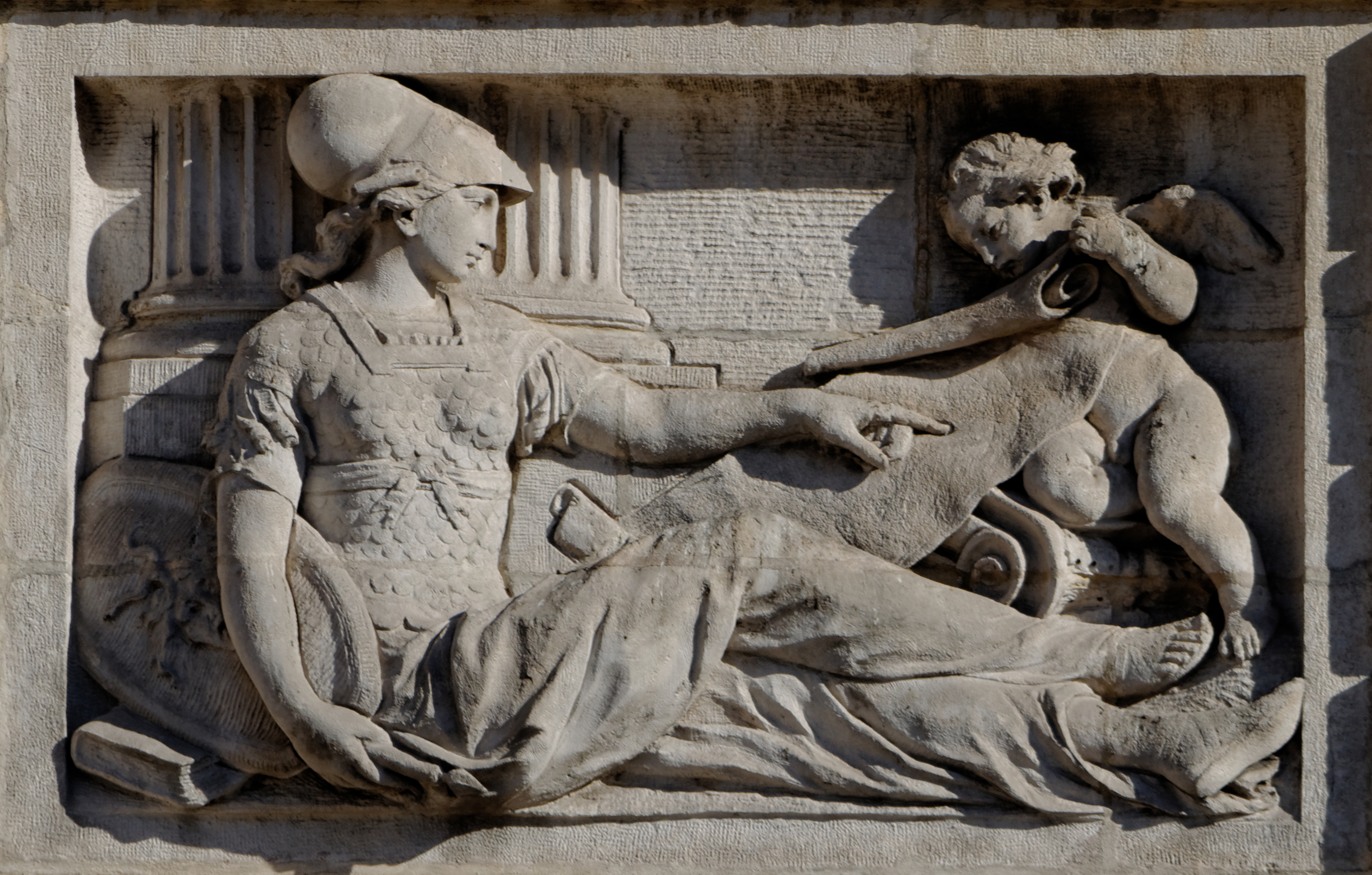
Minerve.
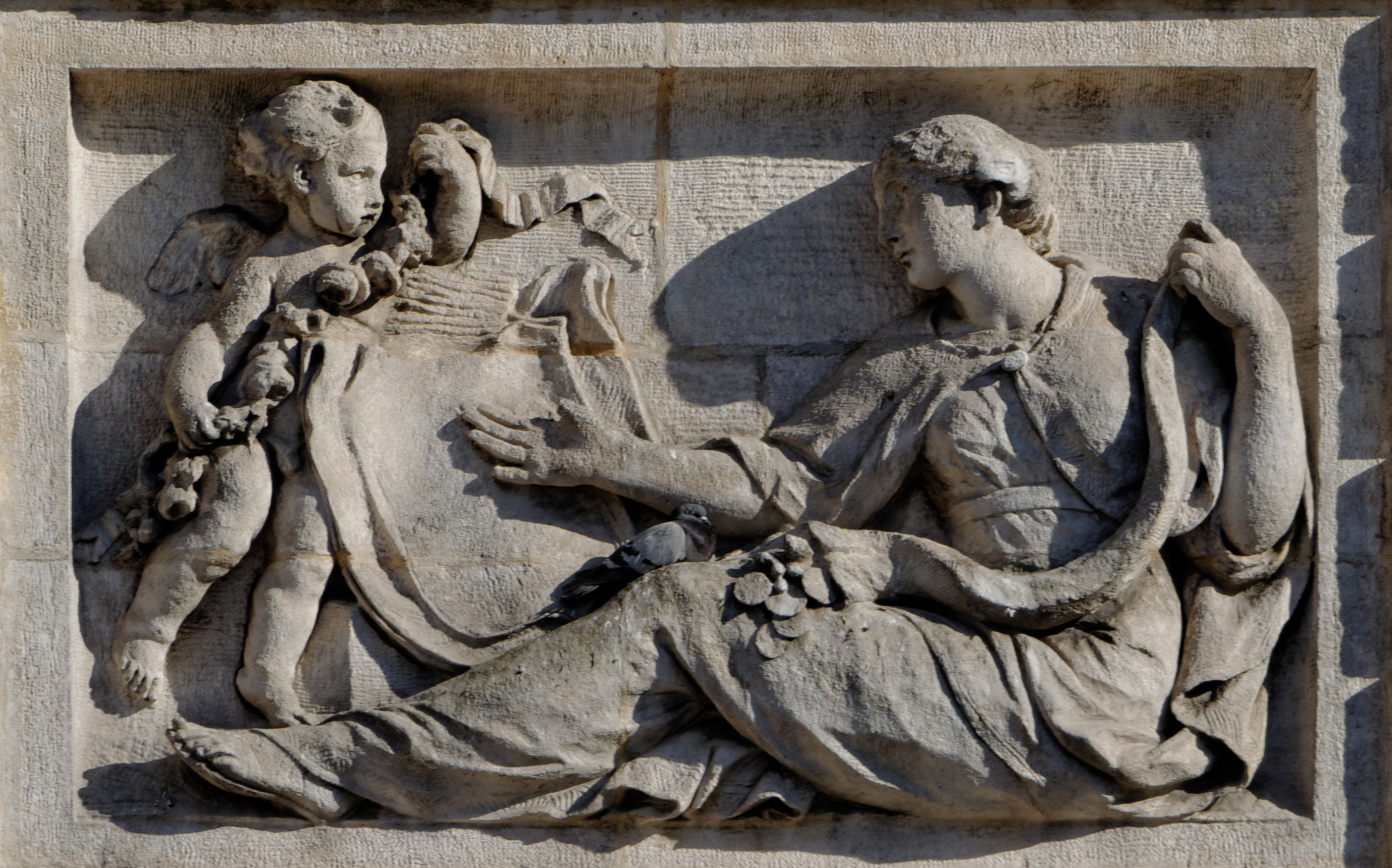
Génie montrant à la Bourgogne les armes du prince de Condé.
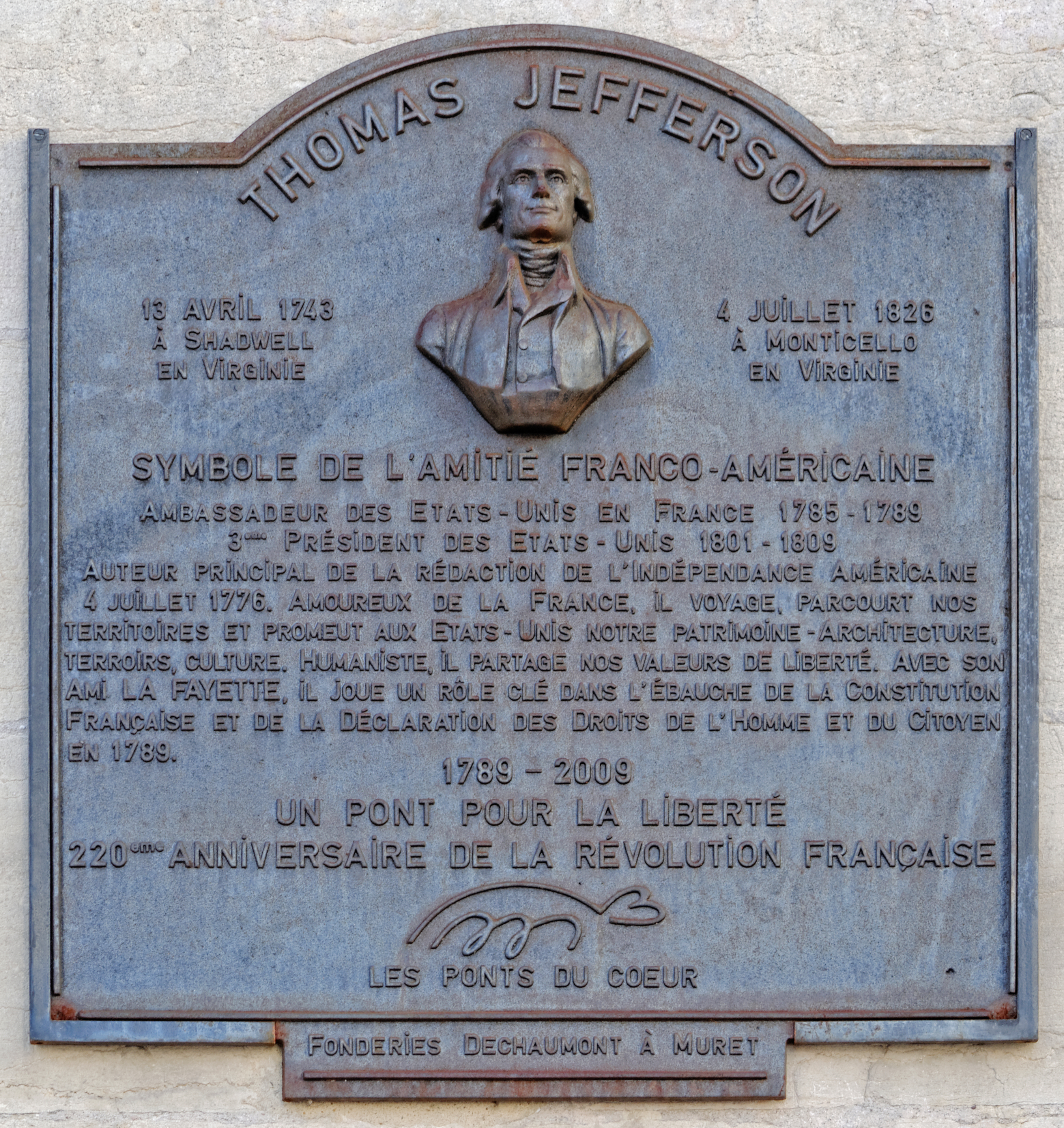
Plaque commémorative de 2009 à la mémoire de Thomas Jefferson.